# Milligania
Milligania é um género de plantas com flor da família Asteliaceae que agrupa 5 espécies de plantas herbáceas bulbosas endémicas da Tasmânia.

## Taxonomia
O género foi descrito por Joseph Dalton Hooker e publicado no Hooker's Journal of Botany and Kew Garden Miscellany 5: 296. 1853. A espécie tipo é Milligania longifolia.

## Espécies
O género Milligania inclui as seguintes espécies:
- Milligania densiflora
- Milligonia johnstonii
- Milligania lindoniana
- Milligania longifolia
- Milligania stylosa